# Сэвилл, Розалинд
Розалинд Джой Сэвилл (англ. Rosalind Joy Savill, 12 мая 1951 — 27 декабря 2024) — британский куратор музеев и искусств.

## Биография
Выпускница Университета Лидса, Сэвилл сначала работала кассиром в столовой Музея Виктории и Альберта. Позднее она была назначена помощником музейного работника в собрании Уоллеса, где в 1978 году была назначена помощником директора. В апреле 1988 года был опубликован каталог Севрского фарфора Собрания Уоллеса Р. Сэвилл в трёх томах, на составление которого у неё ушло десять лет.
В 1990 году она была удостоена премии Национального фонда художественных коллекций за свою учёность. В 2000 году ей было присвоено звание Командора ордена Британской империи за заслуги в изучении керамики. В 1992 году она была назначена директором собрания Уоллеса. Она ушла с этого поста в 2011 году. В 2009 году ей было присвоено звание Дамы-Командора Ордена Британской империи.
Сэвилл умерла после непродолжительной болезни 27 декабря 2024 года в возрасте 73 лет.